# Thomsonite-Sr
La thomsonite-Sr è un minerale.

## Abito cristallino
È una zeolite di colore arancione.